# Grand Prix Miasta Meksyk 2023
Grand Prix Miasta Meksyk 2023, oficjalnie Formula 1 Gran Premio de la Ciudad de México 2023 – formalnie dwudziesta runda Mistrzostw Świata Formuły 1 w sezonie 2023. Weekend Grand Prix odbył się w dniach 27–29 października 2023 na torze Autódromo Hermanos Rodríguez w Meksyku. Wyścig wygrał Max Verstappen (Red Bull Racing), a na podium kolejno stanęli Charles Leclerc (Ferrari) oraz Lewis Hamilton (Mercedes).

## Lista startowa
Na niebieskim tle kierowcy biorący udział jedynie w piątkowych treningach.
| Nr          | Kierowca         | Zespół                                | Samochód                          | Silnik              | Opony |
| ----------- | ---------------- | ------------------------------------- | --------------------------------- | ------------------- | ----- |
| 1           | Max Verstappen   | Oracle Red Bull Racing                | Red Bull RB19                     | Honda RBPTH001      | P     |
| 2           | Logan Sargeant   | Williams Racing                       | Williams FW45                     | Mercedes-AMG F1 M14 | P     |
| 3           | Daniel Ricciardo | Scuderia AlphaTauri                   | AlphaTauri AT04                   | Honda RBPTH001      | P     |
| 4           | Lando Norris     | McLaren F1 Team                       | McLaren MCL60                     | Mercedes-AMG F1 M14 | P     |
| 10          | Pierre Gasly     | BWT Alpine F1 Team                    | Alpine A523                       | Renault E-Tech RE23 | P     |
| 11          | Sergio Pérez     | Oracle Red Bull Racing                | Red Bull RB19                     | Honda RBPTH001      | P     |
| 14          | Fernando Alonso  | Aston Martin Aramco Cognizant F1 Team | Aston Martin AMR23                | Mercedes-AMG F1 M14 | P     |
| 16          | Charles Leclerc  | Scuderia Ferrari                      | Ferrari SF-23                     | Ferrari 066/10      | P     |
| 18          | Lance Stroll     | Aston Martin Aramco Cognizant F1 Team | Aston Martin AMR23                | Mercedes-AMG F1 M14 | P     |
| 20          | Kevin Magnussen  | MoneyGram Haas F1 Team                | Haas VF-23                        | Ferrari 066/10      | P     |
| 22          | Yūki Tsunoda     | Scuderia AlphaTauri                   | AlphaTauri AT04                   | Honda RBPTH001      | P     |
| 23          | Alexander Albon  | Williams Racing                       | Williams FW45                     | Mercedes-AMG F1 M14 | P     |
| 24          | Zhou Guanyu      | Alfa Romeo F1 Team Stake              | Alfa Romeo C43                    | Ferrari 066/10      | P     |
| 27          | Nico Hülkenberg  | MoneyGram Haas F1 Team                | Haas VF-23                        | Ferrari 066/10      | P     |
| 31          | Esteban Ocon     | BWT Alpine F1 Team                    | Alpine A523                       | Renault E-Tech RE23 | P     |
| 41          | Isack Hadjar     | Scuderia AlphaTauri                   | AlphaTauri AT04                   | Honda RBPTH001      | P     |
| 42          | Frederik Vesti   | Mercedes-AMG PETRONAS F1 Team         | Mercedes-AMG F1 W14 E Performance | Mercedes-AMG F1 M14 | P     |
| 44          | Lewis Hamilton   | Mercedes-AMG PETRONAS F1 Team         | Mercedes-AMG F1 W14 E Performance | Mercedes-AMG F1 M14 | P     |
| 50          | Oliver Bearman   | MoneyGram Haas F1 Team                | Haas VF-23                        | Ferrari 066/10      | P     |
| 55          | Carlos Sainz Jr. | Scuderia Ferrari                      | Ferrari SF-23                     | Ferrari 066/10      | P     |
| 61          | Jack Doohan      | BWT Alpine F1 Team                    | Alpine A523                       | Renault E-Tech RE23 | P     |
| 63          | George Russell   | Mercedes-AMG PETRONAS F1 Team         | Mercedes-AMG F1 W14 E Performance | Mercedes-AMG F1 M14 | P     |
| 77          | Valtteri Bottas  | Alfa Romeo F1 Team Stake              | Alfa Romeo C43                    | Ferrari 066/10      | P     |
| 81          | Oscar Piastri    | McLaren F1 Team                       | McLaren MCL60                     | Mercedes-AMG F1 M14 | P     |
| 98          | Théo Pourchaire  | Alfa Romeo F1 Team Stake              | Alfa Romeo C43                    | Ferrari 066/10      | P     |
| Źródło: FIA |                  |                                       |                                   |                     |       |

## Wyniki

### Najlepsze czasy sesji treningowych
| Sesja       | Nr | Kierowca       | Konstruktor                | Czas     | Okr. |
| ----------- | -- | -------------- | -------------------------- | -------- | ---- |
| 1           | 1  | Max Verstappen | Red Bull Racing-Honda RBPT | 1:19,718 | 29   |
| 2           | 1  | Max Verstappen | Red Bull Racing-Honda RBPT | 1:18,686 | 26   |
| 3           | 1  | Max Verstappen | Red Bull Racing-Honda RBPT | 1:17,887 | 19   |
| Źródło: FIA |    |                |                            |          |      |

### Kwalifikacje
| P                    | Nr | Kierowca         | Konstruktor                  | Czasy w kwalifikacjach | Czasy w kwalifikacjach | Czasy w kwalifikacjach | Poz. s. |
| P                    | Nr | Kierowca         | Konstruktor                  | Q1                     | Q2                     | Q3                     | Poz. s. |
| -------------------- | -- | ---------------- | ---------------------------- | ---------------------- | ---------------------- | ---------------------- | ------- |
| 1                    | 16 | Charles Leclerc  | Ferrari                      | 1:18,401               | 1:17,901               | 1:17,166               | 1       |
| 2                    | 55 | Carlos Sainz Jr. | Ferrari                      | 1:18,755               | 1:18,382               | 1:17,233               | 2       |
| 3                    | 1  | Max Verstappen   | Red Bull Racing-Honda RBPT   | 1:18,099               | 1:17,625               | 1:17,263               | 3       |
| 4                    | 3  | Daniel Ricciardo | AlphaTauri-Honda RBPT        | 1:18,341               | 1:17,706               | 1:17,382               | 4       |
| 5                    | 11 | Sergio Pérez     | Red Bull Racing-Honda RBPT   | 1:18,553               | 1:18,124               | 1:17,423               | 5       |
| 6                    | 44 | Lewis Hamilton   | Mercedes                     | 1:18,677               | 1:17,571               | 1:17,454               | 6       |
| 7                    | 81 | Oscar Piastri    | McLaren-Mercedes             | 1:18,241               | 1:17,874               | 1:17,623               | 7       |
| 8                    | 63 | George Russell   | Mercedes                     | 1:18,893               | 1:17,673               | 1:17,674               | 8       |
| 9                    | 77 | Valtteri Bottas  | Alfa Romeo-Ferrari           | 1:18,429               | 1:18,016               | 1:18,032               | 9       |
| 10                   | 24 | Zhou Guanyu      | Alfa Romeo-Ferrari           | 1:19,016               | 1:18,440               | 1:18,050               | 10      |
| 11                   | 10 | Pierre Gasly     | Alpine-Renault               | 1:18,945               | 1:18,521               |                        | 11      |
| 12                   | 27 | Nico Hülkenberg  | Haas-Ferrari                 | 1:18,969               | 1:18,524               |                        | 12      |
| 13                   | 14 | Fernando Alonso  | Aston Martin Aramco-Mercedes | 1:18,848               | 1:18,738               |                        | 13      |
| 14                   | 23 | Alexander Albon  | Williams-Mercedes            | 1:18,828               | 1:19,147               |                        | 14      |
| 15                   | 22 | Yūki Tsunoda     | AlphaTauri-Honda RBPT        | 1:18,890               |                        |                        | 18      |
| 16                   | 31 | Esteban Ocon     | Alpine-Renault               | 1:19,080               |                        |                        | 15      |
| 17                   | 20 | Kevin Magnussen  | Haas-Ferrari                 | 1:19,163               |                        |                        | 16      |
| 18                   | 18 | Lance Stroll     | Aston Martin Aramco-Mercedes | 1:19,227               |                        |                        | PL      |
| 19                   | 4  | Lando Norris     | McLaren-Mercedes             | 1:21,554               |                        |                        | 17      |
| 107% czasu: 1:23,565 |    |                  |                              |                        |                        |                        |         |
| NS                   | 2  | Logan Sargeant   | Williams-Mercedes            | –                      |                        |                        | 19      |
| Źródło: FIA          |    |                  |                              |                        |                        |                        |         |

### Wyścig
| P           | Nr | Kierowca         | Konstruktor                  | Okr. | Czas                       | Start | +/−       | Punkty |
| ----------- | -- | ---------------- | ---------------------------- | ---- | -------------------------- | ----- | --------- | ------ |
| 1           | 1  | Max Verstappen   | Red Bull Racing-Honda RBPT   | 71   | 2:02:30,814                | 3     | 2         | 25     |
| 2           | 44 | Lewis Hamilton   | Mercedes                     | 71   | +13,875                    | 6     | 4         | 19+1   |
| 3           | 16 | Charles Leclerc  | Ferrari                      | 71   | +23,124                    | 1     | 2         | 15     |
| 4           | 55 | Carlos Sainz Jr. | Ferrari                      | 71   | +27,154                    | 2     | 2         | 12     |
| 5           | 4  | Lando Norris     | McLaren-Mercedes             | 71   | +33,266                    | 17    | 12        | 10     |
| 6           | 63 | George Russell   | Mercedes                     | 71   | +41,020                    | 8     | 2         | 8      |
| 7           | 3  | Daniel Ricciardo | AlphaTauri-Honda RBPT        | 71   | +41,570                    | 4     | 3         | 6      |
| 8           | 81 | Oscar Piastri    | McLaren-Mercedes             | 71   | +43,104                    | 7     | 1         | 4      |
| 9           | 23 | Alexander Albon  | Williams-Mercedes            | 71   | +48,573                    | 14    | 5         | 2      |
| 10          | 31 | Esteban Ocon     | Alpine-Renault               | 71   | +1:02,879                  | 15    | 5         | 1      |
| 11          | 10 | Pierre Gasly     | Alpine-Renault               | 71   | +1:06,208                  | 11    | Bez zmian |        |
| 12          | 22 | Yūki Tsunoda     | AlphaTauri-Honda RBPT        | 71   | +1:18,982                  | 18    | 6         |        |
| 13          | 27 | Nico Hülkenberg  | Haas-Ferrari                 | 71   | +1:20,309                  | 12    | 1         |        |
| 14          | 24 | Zhou Guanyu      | Alfa Romeo-Ferrari           | 71   | +1:21,676                  | 10    | 4         |        |
| 15          | 77 | Valtteri Bottas  | Alfa Romeo-Ferrari           | 71   | +1:25,597                  | 9     | 6         |        |
| 16          | 2  | Logan Sargeant   | Williams-Mercedes            | 70   | NU (pompa paliwa)          | 19    | 3         |        |
| 17          | 18 | Lance Stroll     | Aston Martin Aramco-Mercedes | 66   | NU (uszkodzenia kolizyjne) | PL    | 3         |        |
| NS          | 14 | Fernando Alonso  | Aston Martin Aramco-Mercedes | 47   | NU (uszkodzenia kolizyjne) | 13    |           |        |
| NS          | 20 | Kevin Magnussen  | Haas-Ferrari                 | 31   | NU (wypadek)               | 16    |           |        |
| NS          | 11 | Sergio Pérez     | Red Bull Racing-Honda RBPT   | 1    | NU (uszkodzenia kolizyjne) | 5     |           |        |
| Źródło: FIA |    |                  |                              |      |                            |       |           |        |

### Najszybsze okrążenie
| Nr          | Kierowca       | Konstruktor | Czas     | Okr. |
| ----------- | -------------- | ----------- | -------- | ---- |
| 44          | Lewis Hamilton | Mercedes    | 1:21,334 | 71   |
| Źródło: FIA |                |             |          |      |

### Prowadzenie w wyścigu
| Nr                              | Kierowca        | Konstruktor                | Okrążenia   | Suma |
| ------------------------------- | --------------- | -------------------------- | ----------- | ---- |
| 1                               | Max Verstappen  | Red Bull Racing-Honda RBPT | 1–19, 32–71 | 59   |
| 16                              | Charles Leclerc | Ferrari                    | 20–31       | 12   |
| \| Wykres \| \| ------ \| \| \| |                 |                            |             |      |
| Źródło: FIA                     |                 |                            |             |      |
| Wykres                          |                 |                            |             |      |
|                                 |                 |                            |             |      |

## Klasyfikacja po wyścigu

### Kierowcy
| P           | +/−       | Kierowca         | Zgł. | Punkty | P1 | P2 | P3 | PP | NO | NS | NU | NW | WYC | DK |
| ----------- | --------- | ---------------- | ---- | ------ | -- | -- | -- | -- | -- | -- | -- | -- | --- | -- |
| 1           | Bez zmian | Max Verstappen   | 19   | 491    | 16 | 2  | –  | 10 | 8  | –  | –  | –  | –   | –  |
| 2           | Bez zmian | Sergio Pérez     | 19   | 240    | 2  | 4  | 2  | 2  | 2  | 2  | 2  | –  | –   | –  |
| 3           | Bez zmian | Lewis Hamilton   | 19   | 220    | –  | 3  | 3  | 1  | 4  | 1  | 1  | –  | –   | 1  |
| 4           | 1         | Carlos Sainz Jr. | 19   | 183    | 1  | –  | 2  | 2  | –  | 2  | 1  | 1  | –   | –  |
| 5           | 1         | Fernando Alonso  | 19   | 183    | –  | 3  | 4  | –  | 1  | 2  | 2  | –  | –   | –  |
| 6           | Bez zmian | Lando Norris     | 19   | 169    | –  | 5  | 1  | –  | –  | –  | –  | –  | –   | –  |
| 7           | Bez zmian | Charles Leclerc  | 19   | 166    | –  | 1  | 3  | 4  | –  | 3  | 3  | –  | –   | 1  |
| 8           | Bez zmian | George Russell   | 19   | 151    | –  | –  | 1  | –  | 1  | 2  | 3  | –  | –   | –  |
| 9           | Bez zmian | Oscar Piastri    | 19   | 87     | –  | 1  | 1  | –  | 1  | 3  | 3  | –  | –   | –  |
| 10          | Bez zmian | Pierre Gasly     | 19   | 56     | –  | –  | 1  | –  | –  | 1  | 3  | –  | –   | –  |
| 11          | Bez zmian | Lance Stroll     | 19   | 53     | –  | –  | –  | –  | –  | 3  | 4  | –  | 1   | –  |
| 12          | Bez zmian | Esteban Ocon     | 19   | 45     | –  | –  | 1  | –  | –  | 6  | 7  | –  | –   | –  |
| 13          | Bez zmian | Alexander Albon  | 19   | 27     | –  | –  | –  | –  | –  | 3  | 3  | –  | –   | –  |
| 14          | Bez zmian | Valtteri Bottas  | 19   | 10     | –  | –  | –  | –  | –  | 2  | 2  | –  | –   | –  |
| 15          | Bez zmian | Nico Hülkenberg  | 19   | 9      | –  | –  | –  | –  | –  | 1  | 1  | –  | –   | –  |
| 16          | Bez zmian | Yūki Tsunoda     | 19   | 8      | –  | –  | –  | –  | 1  | 2  | 1  | 1  | –   | –  |
| 17          | 5         | Daniel Ricciardo | 4    | 6      | –  | –  | –  | –  | –  | –  | –  | –  | –   | –  |
| 18          | 1         | Zhou Guanyu      | 19   | 6      | –  | –  | –  | –  | 1  | 2  | 2  | –  | –   | –  |
| 19          | 1         | Kevin Magnussen  | 19   | 3      | –  | –  | –  | –  | –  | 2  | 4  | –  | –   | –  |
| 20          | 1         | Liam Lawson      | 5    | 2      | –  | –  | –  | –  | –  | –  | –  | –  | –   | –  |
| 21          | 1         | Logan Sargeant   | 19   | 1      | –  | –  | –  | –  | –  | 4  | 7  | –  | –   | –  |
| 22          | 1         | Nyck de Vries    | 10   | 0      | –  | –  | –  | –  | –  | 1  | 2  | –  | –   | –  |
| Źródło: FIA |           |                  |      |        |    |    |    |    |    |    |    |    |     |    |

### Konstruktorzy
| P           | +/−       | Konstruktor                  | Zgł. | Punkty | P1 | P2 | P3 | PP | NO | NS | NU | NW | WYC | DK |
| ----------- | --------- | ---------------------------- | ---- | ------ | -- | -- | -- | -- | -- | -- | -- | -- | --- | -- |
| 1           | Bez zmian | Red Bull Racing-Honda RBPT   | 38   | 731    | 18 | 6  | 2  | 12 | 10 | 2  | 2  | –  | –   | –  |
| 2           | Bez zmian | Mercedes                     | 38   | 371    | –  | 3  | 4  | 1  | 5  | 3  | 4  | –  | –   | 1  |
| 3           | Bez zmian | Ferrari                      | 38   | 349    | 1  | 1  | 5  | 6  | –  | 5  | 4  | 1  | –   | 1  |
| 4           | Bez zmian | McLaren-Mercedes             | 38   | 256    | –  | 6  | 2  | –  | 1  | 3  | 3  | –  | –   | –  |
| 5           | Bez zmian | Aston Martin Aramco-Mercedes | 38   | 236    | –  | 3  | 4  | –  | 1  | 5  | 6  | –  | 1   | –  |
| 6           | Bez zmian | Alpine-Renault               | 38   | 101    | –  | –  | 2  | –  | –  | 7  | 10 | –  | –   | –  |
| 7           | Bez zmian | Williams-Mercedes            | 38   | 28     | –  | –  | –  | –  | –  | 7  | 10 | –  | –   | –  |
| 8           | 2         | AlphaTauri-Honda RBPT        | 38   | 16     | –  | –  | –  | –  | 1  | 3  | 3  | 1  | –   | –  |
| 9           | 1         | Alfa Romeo-Ferrari           | 38   | 16     | –  | –  | –  | –  | 1  | 4  | 4  | –  | –   | –  |
| 10          | 1         | Haas-Ferrari                 | 38   | 12     | –  | –  | –  | –  | –  | 3  | 5  | –  | –   | –  |
| Źródło: FIA |           |                              |      |        |    |    |    |    |    |    |    |    |     |    |